# Лессер, Сол
Сол Лессер (17 февраля 1890—19 сентября 1980) — американский кинопродюсер, получил звезду на Голливудской аллее славы в 1960 году и был награждён Гуманитарной премией Джина Хершолта в 1961 году.

## Биография
В 1913 году, живя в Сан-Франциско, Сол Лессер узнал, что власти собираются зачистить Бербери-Кост (Сан-Франциско), шумный район с игорными домами, салунами и публичными домами. Он взял камеру и друга, будущего голливудского оператора Хэла Мора, и побродил по окрестностям, особенно по тем частям, которые были наиболее известны до того, как район был закрыт. В результате получился фильм «Последняя ночь на Берберийском побережье», ранний пример эксплуататорского кино, который Лессер продал напрямую владельцам кинотеатров. На прибыль от фильма он купил несколько кинотеатров и вскоре стал владельцем сети кинотеатров. Этот фильм теперь считается потерянным.
Сол Лессер в 1922 году подписал контракт с Джеки Куганом, в результате чего оба на какое-то время стали главными голливудскими именами. Среди хитов Кугана-Лессера были «Оливер Твист» и «Пек — скверный мальчишка». Лессер успешно перешел на звуковые фильмы со своей собственной компанией Principal Pictures; он либо сам распространял свои произведения под именем Principal, либо договаривался с крупной студией о выпуске их под их собственными торговыми марками. В 1933 году Лессер продюсировал «Гром над Мексикой» — фильм-сборник, сделанный из материалов незаконченного фильма Эйзенштейна «Que Viva Mexico!» с разрешения Аптона Синклера, который заказал эту ленту советскому кинорежиссёру.
У его постановок обычно был более высокий бюджет, чем у обычных независимых фильмов; Лессер смог продюсировать целые сериалы с такими звездами, как Бела Лугоши, Джордж О'Брайен и Бобби Брин.
В 1933 году Лессеру удалось купить права на экранизацию персонажа Эдгара Райса Берроуза Тарзан. Результатом стал киносериал «Тарзан Бесстрашный» с новичком киноэкрана Бастером Крэббом, но Берроуз, решив снимать свои собственные фильмы о Тарзане, отказался пересматривать переговоры с Лессером. Кинокомпаниа Берроуза просуществовала недолго, и права перешли к Metro-Goldwyn-Mayer. Берроуз продавал опционы на все свои романы о Тарзане в течение семи лет, при этом Лессер продюсировал один фильм о Тарзане для 20th Century Fox. Был снят только один фильм о Тарзане «Месть Тарзана» с участием спортсменов Гленна Морриса и Элеонор Холм; Лессер продал права обратно MGM. Он вернул в собственность Тарзана в 1943 г., после того как MGM отказалась от прав. Новые фильмы Лессера о Тарзане были сняты для RKO и в них снимались Джонни Вайсмюллер, а затем Лекс Баркер и Гордон Скотт, и Лессер посвятил себя этим приключениям в джунглях до конца своей карьеры. Более поздние фильмы включают «Наш город» (1940) и звездное военное ревю «Столовая у двери сцены» (1943) с эпизодической ролью Джонни Вайсмюллера.
Ближе к концу своей жизни Лессер активно участвовал в восстановлении многих своих ранних постановок. Он ушел на пенсию лишь в 1958 году, продав права на Тарзана продюсеру Саю Вайнтраубу. «Я достиг возраста, когда человек либо финиширует на вершине, либо намного ниже. Я решил, что закончу на вершине, и я вполне удовлетворен», — сказал он. Лессер был похоронен в Мемориальном парке Хиллсайд в Калвер-Сити, Калифорния.